# Krystyna Cała
Krystyna Kulpińska-Cała, ps. „Ewa”, „Krystyna” (ur. 11 czerwca 1923 w Wilczkowicach, zm. 18 października 2013 w Warszawie) – działaczka lewicowa i kombatancka, porucznik Armii Krajowej, uczestniczka powstania warszawskiego. Działaczka Związku Niezależnej Młodzieży Socjalistycznej oraz Polskiej Partii Socjalistycznej.

## Życiorys
Urodziła się w rodzinie Seweryna i Wiktorii z domu Michałkiewicz. Siostra Jolanty Kulpińskiej – prof. dr socjologii na Uniwersytecie Łódzkim, wieloletniej dyrektor Instytutu Socjologii UŁ. Rodzice byli nauczycielami, ojciec w Kaliszu, matka w Koźminku. Początkowo mieszkała w Koźminku, a po ukończeniu szkoły powszechnej zamieszkała z ojcem w Kaliszu, gdzie ukończyła gimnazjum, zakończone w 1939 małą maturą. W gimnazjum była harcerką ZHP.
Po wrześniu 1939 uczestniczyła w kolportażu biuletynu wiadomości z nagrań radiowych w Kaliszu. W okresie okupacji niemieckiej w Polsce po wysiedleniu wraz z rodziną z Kalisza 17 stycznia 1940 i pobycie w obozie dla przesiedleńców w Krakowie w czerwcu 1940 wyjechała od Warszawy. Uczyła się w szkole handlowej, zaś od czerwca 1940 do lipca 1941 jako oficjalny pracownik Rady Głównej Opiekuńczej w Warszawie, uczestniczyła w konspiracyjnych kursach przysposobienia wojskowego i łączności. W 1943 zdała maturę na kursach konspiracyjnych.
Od marca 1942 była żołnierzem i łączniczką Armii Krajowej w Biurze Legalizacyjnym „Park” Oddziału I KG AK, współpracowała z Radą Pomocy Żydom. Uczestniczyła w powstaniu warszawskim na Starym Mieście i w Śródmieściu w specjalnym plutonie łączności Oddziału V KG AK 6 sierpnia drogą naziemną przedostała się ze Starego Miasta na Żoliborz i z powrotem. Od 12 do 20 sierpnia była w zespole kanalarskim, następnie do 7 października ponownie w łączności naziemnej w Śródmieściu.
Jak pisał później pisarz Jarosław Abramow-Newerly, Krystyna Kulpińska „Ewa”:

najpierw przechodziła przez wiadukt żoliborski górą, nad niemiecka pancerką na Dworcu Gdańskim. Potem dołem jako kanalarka, kilkanaście razy gorszym niż w filmie” (mowa o filmie „Kanał”) był na sześćdziesiąt centymetrów wysoki, można było przejść tylko nurzając się w ludzkich odchodach. Przez to złapała „cholerynkę”, trafiła do szpitala, ale uciekła, by walczyć dalej. Mówiła, że na naszym wiadukcie przez stosy trupów ciężko było przejść. A mimo to przeszła drugi raz z meldunkiem do Śródmieścia”

Po upadku powstania przebywała w obozach pracy w Berlinie (fabryka zbrojeniowa w dzielnicy Tegel, następnie przy fabryce lotniczej w dzielnicy Reinickendorf). Po wyzwoleniu z obozu 5 maja 1945 dotarła początkowo do Łodzi, a następnie do Warszawy.
W okresie okupacji niemieckiej w Polsce od 1943 była współpracowniczką organizacji młodzieży socjalistycznej „Płomienie” i pisma „Płomienie” (w skład której wchodzili m.in. Jan Strzelecki, Krzysztof Dunin-Wąsowicz).
Od 1945 studiowała na Akademii Ekonomicznej w Krakowie, a następnie Szkole Głównej Handlowej w Warszawie. Absolwentka Szkoły Głównej Planowania i Statystyki.
Od 1946 do 1948, była członkiem Związku Niezależnej Młodzieży Socjalistycznej (była m.in. sekretarzem Komitetu Wykonawczego). Od 1946 do 1948 była członkiem Polskiej Partii Socjalistycznej. W latach 1948–1989 członek PZPR.
Była długoletnim pracownikiem Wydawnictwa Gebethner i Wolff (1941–1947), „Wiedzy”, a następnie Wydawnictwa „Książka i Wiedza” (1947–1948), „Dom Książki” (1949–1953) Państwowego Wydawnictwa Naukowego (1953–1968), Polskiego Wydawnictwa Ekonomicznego (1968–1983) – m.in. była redaktorem „Dzieł” Oskara Langego, oraz Instytutu Nauk Ekonomicznych PAN (1983–1995).
Od 1990 ponownie w PPS. Członek władz naczelnych (m.in. od 1993 była sekretarzem Centralnego Komitetu Wykonawczego, w 2006 pełniła funkcję przewodniczącej Rady Naczelnej PPS). Od 2008 aż do śmierci pełniła funkcję członka prezydium Rady Naczelnej PPS oraz członka Komisji Historycznej PPS.
Była członkiem Światowego Związku Żołnierzy Armii Krajowej (od 1998 do 2013 członkiem Zarządu Koła Komendy Głównej AK).
Działaczka Polskiego Towarzystwa Ekonomicznego, Towarzystwa Przyjaciół Dzieci oraz Towarzystwa Uniwersytetu Robotniczego. W latach 1993–1995 była główną organizatorką Społecznego Ruchu Walki z Bezrobociem.

## Życie prywatne
Matka działaczki opozycyjnej dr Aliny Całej, historyczki stosunków polsko-żydowskich, oraz Marty Całej-Sroczyńskiej (dr inż. architekt).
Zmarła w Warszawie, pochowana 24 października 2013 na cmentarzu komunalnym Północnym (kwatera T-XVII-18-2-5).

## Ordery i odznaczenia
- Krzyż Oficerski Orderu Odrodzenia Polski (2 kwietnia 1998)[11]
- Krzyż Kawalerski Orderu Odrodzenia Polski
- Złoty Krzyż Zasługi
- Krzyż Partyzancki
- Krzyż Armii Krajowej
- Warszawski Krzyż Powstańczy
- Medal za Warszawę 1939–1945
- Medal Zwycięstwa i Wolności 1945
- Medal 10-lecia Polski Ludowej (15 stycznia 1955)[12]
- Odznaka Weterana Walk o Niepodległość
- Odznaka „Zasłużony Działacz Kultury”
- Złota Odznaka Działacza Polskiego Towarzystwa Ekonomicznego

Źródło: Powstańcze biogramy - Krystyna Kulpińska